# The Last Ship (album)
The Last Ship è l'undicesimo album registrato in studio del musicista inglese Sting, pubblicato il 20 settembre 2013.
È il primo album composto unicamente di brani inediti dal 2003, anno in cui uscì Sacred Love.
Ha ricevuto il doppio disco di platino in Polonia.

## L'album
L'opera è un concept album strutturato per un musical. L'album racconta la storia di alcuni operai di un cantiere navale nell'Inghilterra thatcheriana, che decidono di costruire l'ultima nave (da qui il titolo dell'album) per evitare la cessazione dell'attività del cantiere stesso. Le canzoni sono estremamente biografiche: sia per il nome dato al protagonista, Gideon, con forte assonanza al nome di battesimo di Sting; sia per l'ambientazione nella città natale dell'artista: Newcastle upon Tyne.
Alcune canzoni scritte per il musical non sono contenute nell'album, come ad esempio What Say You Meg?.
L'album raggiunge la prima posizione in Polonia, la terza in Italia, Germania e Norvegia, la sesta in Olanda, l'ottava in Belgio, Austria e Danimarca, la nona in Svizzera e la decima in Francia.

## Tracce

### Versione CD ed LP
1. The Last Ship – 3:51
2. Dead Man's Boots – 3:30
3. And Yet – 3:53
4. August Winds – 3:18
5. Language of Birds – 3:30
6. Practical Arrangement – 3:20
7. The Night the Pugilist Learned How to Dance – 4:13
8. Ballad of the Great Eastern – 5:15
9. What Have We Got? (con Jimmy Nail) – 3:35
10. I Love Her But She Loves Someone Else – 3:42
11. So to Speak (con Becky Unthank) – 4:07
12. The Last Ship (Reprise) – 3:20

### Versione deluxe[5]
1. Shipyard (con Jimmy Nail, Brian Johnson e Jo Lawry) – 6:01
2. It's Not the Same Moon – 2:55
3. Hadaway – 3:18
4. Sky Hooks and Tartan Paint (con Brian Johnson) – 3:34
5. Show Some Respect – 4:48

### Versione super deluxe[5]
1. Shipyard (con Jimmy Nail, Brian Johnson e Jo Lawry) – 6:01
2. It's Not the Same Moon – 2:54
3. Hadaway – 3:18
4. Jock the Singing Welder – 2:49
5. Sky Hooks and Tartan Paint (con Brian Johnson) – 3:36
6. Peggy's Song (con Rachel Unthank) – 2:39
7. Show Some Respect – 4:52
8. Practical Arrangement (duetto originale completo con Jo Lawry) – 4:35

## Il musical
Il 29 settembre 2014 ha debuttato l'omonimo musical contenente i brani dell'album. In tale opera teatrale è comparso, per alcune date, anche Sting in veste di attore.